# Lewis (Vermont)
Lewis ist eine Unincorporated Town im Essex County im US-Bundesstaat Vermont. Sie hatte bei der letzten Volkszählung im Jahr 2020 zwei Einwohner. Lewis wurde formell eine Town mit einer eigenen Verwaltung, jedoch konstituierte sich die Town nie. Die Verwaltung der Town erfolgt durch das Unified Towns & Gores of Essex County. Es ist Teil der Berlin Micropolitan Statistical Area.

## Geografie

### Geografische Lage
Lewis liegt im Norden des Essex Countys. Der Nulhegan River durchfließt die nordöstliche Ecke der Town in südlicher Richtung, zudem gibt es weitere kleine Bäche. Es gibt mehrere Seen auf dem Gebiet der Town, der größte ist der Lewis Pond im Westen der Town. Die Oberfläche des nördlichen Teils ist sehr hügelig, eine der höchsten Erhebungen im zentralen Teil ist der 776 m hohe Lewis Mountain. Der südliche Teil ist eher sumpfig.

### Nachbargemeinden
Alle Entfernungen sind als Luftlinien zwischen den offiziellen Koordinaten der Orte aus der Volkszählung 2010 angegeben.
- Norden: Norton, 8,4 km
- Nordosten: Averill, 8,9 km
- Osten: Lemington, 17,5 km
- Südosten: Bloomfield, 11,6 km
- Süden: Ferdinand, 7,7 km
- Südwesten: Brighton, 15,6 km
- Nordwesten: Averys Gore, 9,2 km

### Klima
Die mittlere Durchschnittstemperatur in Lewis liegt zwischen −11,7 °C (11 °Fahrenheit) im Januar und 18,3 °C (65 °Fahrenheit) im Juli. Damit ist der Ort gegenüber dem langjährigen Mittel der USA um etwa 9 Grad kühler. Die Schneefälle zwischen Mitte Oktober und Mitte Mai liegen mit mehr als zwei Metern etwa doppelt so hoch wie die mittlere Schneehöhe in den USA. Die tägliche Sonnenscheindauer liegt am unteren Rand des Wertespektrums der USA, zwischen September und Mitte Dezember sogar deutlich darunter.

## Geschichte
Lewis wurde am 29. Juni 1762 als einer der New Hampshire Grants durch Benning Wentworth gegründet. Der Grant war einer von mehreren, die Samuel Averill gemeinsam mit weiteren Spekulanten bekam. Diese Town wurde nach Timothy Lewis benannt, der einer der Nehmer des Grants für das benachbarte Wenlock, dem nördlichen Teil der Town Ferdinand und von Maidstone war.
Die Town wurde nicht wirklich besiedelt, es gab nie ein Postamt, auch keine Ansiedlung. In ihrer Geschichte gab es nur im Census des Jahres 1900 acht Einwohner. Es fand auch nie eine konstituierende Versammlung der Town statt.

### Einwohnerentwicklung
| Volkszählungsergebnisse – Town of Lewis, Vermont | Volkszählungsergebnisse – Town of Lewis, Vermont | Volkszählungsergebnisse – Town of Lewis, Vermont |
| Jahr                                             | 1900                                             | 2020                                             |
| ------------------------------------------------ | ------------------------------------------------ | ------------------------------------------------ |
| Einwohner                                        | 8                                                | 2                                                |

## Wirtschaft und Infrastruktur

### Verkehr
Keine größere Straße erschließt Lewis und auf dem Gebiet der Town gibt es nur wenige kleine Straßen.

### Öffentliche Einrichtungen
Das North Country Hospital & Health Care in Newport ist das nächstgelegene Krankenhaus für die Bewohner der Town.

### Bildung
In Lewis gibt es keine Schule und keine weiteren infrastrukturelle Einrichtungen. Diese stehen in benachbarten Gemeinden zur Verfügung.